# DDR-Fußball-Bezirksliga 1953/54
Die DDR-Bezirksliga wurde mit der Saison 1953/54 zum 2. Mal ausgetragen und war die höchste Spielklasse eines Bezirks sowie die dritthöchste im Ligasystem auf dem Gebiet des DS.
Der Spielbetrieb der 15 Bezirksligen wurde vom jeweiligen Bezirksfachausschuss (BFA) durchgeführt.
Wie in der Premierensaison wurden alle Bezirksmeister in eingleisigen Ligen ermittelt, die anschließend durch die Erweiterung der DDR-Liga auf drei Staffeln direkt dorthin aufstiegen. 
Mit Ausnahme der SG Hohenschönhausen, die nach zweijähriger Abwesenheit in die DDR-Liga zurückkehrte, stiegen die restlichen Mannschaften als absolute Neulinge dorthin auf.

## Bezirksmeister
| Bezirk           | Mannschaft                       |
| ---------------- | -------------------------------- |
| Rostock          | BSG Motor Warnowwerft Warnemünde |
| Schwerin         | SG Dynamo Schwerin               |
| Neubrandenburg   | BSG Turbine Neubrandenburg       |
| Potsdam          | BSG Einheit Brandenburg          |
| Ost-Berlin       | SG Hohenschönhausen              |
| Frankfurt (Oder) | BSG Stahl Stalinstadt            |
| Magdeburg        | BSG Motor Schönebeck             |
| Halle            | BSG Chemie Greppin               |
| Leipzig          | BSG Rotation Leipzig Nordost     |
| Cottbus          | BSG Chemie Weißwasser-West       |
| Dresden          | BSG Motor Bautzen                |
| Karl-Marx-Stadt  | BSG Motor West Karl-Marx-Stadt   |
| Erfurt           | BSG Motor Eisenach               |
| Gera             | BSG Chemie Kahla                 |
| Suhl             | BSG Motor Oberlind               |